# Teplice nad Metují (nádraží)
Teplice nad Metují je železniční stanice v jihovýchodní části města Teplice nad Metují v okrese Náchod v Královéhradeckém kraji poblíž řeky Metuje. Leží na jednokolejných neelektrizovaných tratích č. Týniště nad Orlicí – Otovice zastávka a Trutnov – Teplice nad Metují. Ve městě se dále nachází železniční zastávky Teplice nad Metují skály a Teplice nad Metují město.

## Historie
Stanice byla vybudována jakožto součást trati Rakouské společnosti státní dráhy (StEG) spojující Choceň a Meziměstí, kde železnice dosáhla hranice s Pruskem. Pravidelný provoz zde byl zahájen 25. července 1875. Nově postavené nádraží v Teplicích vzniklo jako stanice III. třídy, dle typizovaného stavebního vzoru navrženého architektem Wilhelmem von Flattichem.
24. září 1908 otevřela společnost Místní dráha Trutnov-Teplice trať z Trutnova, obsluhovaného železnicí od roku 1869, do Teplic nad Metují.
Po zestátnění soukromých společností v Rakousku-Uhersku po roce 1908 pak obsluhovala stanici jedna společnost, Císařsko-královské státní dráhy (kkStB), po roce 1918 pak správu přebraly Československé státní dráhy.

## Popis
Nachází se zde pět nekrytých jednostranných nástupišť (jedno vnější u budovy a čtyři vnitřní), k příchodu na vnitřní nástupiště slouží přechody přes koleje. Z nádraží odbočuje vlečka PepsiCo CZ.